# خوزه لئوناردو آندراده
خوزه لئوناردو آندراده (انگلیسی: José Leandro Andrade؛ ۲۲ نوامبر ۱۹۰۱ – ۵ اکتبر ۱۹۵۷) یک بازیکن فوتبال اهل اروگوئه بود.
وی همچنین در تیم ملی فوتبال اروگوئه بازی کرده‌است.